# 주름방사늑조개목
주름방사늑조개목(Carditoida)은 이매패류 목의 하나이다.

## 분류
2010년에 출판한 이매패류 분류에서, 비엘레(Bieler)와 카터(Carter) 그리고 코안(Coan)은 주름방사늑조개목을 포함한 이매패류에 대한 새로운 분류법을 제안했다.
- 원시이치하강(Archiheterodonta)[2][3]
  - 주름방사늑조개목(Carditoida)[4]
    - 주름방사늑조개상과(Carditoidea)
      - 주름방사늑조개과(Carditidae)
      - Condylocardidae

    - Crassitelloidea
      - Crassitellidae
      - Astartidae